# Пацко, Михаил Николаевич
Михаил Николаевич Пацко (21 января 1973, Витебск) — белорусский футболист, правый полузащитник.
Начал заниматься футболом в 1981 году, воспитанник витебского футбола (тренер А. Старовойтов).
В 1991—1996 выступал за КИМ (Витебск). В 1997—1998 игрок российского клуба «Сокол» (Саратов). Затем снова играл в Беларуси: ФК Гомель (1999—2001), «Ведрич-97» (Речица, 2002), «Локомотив−96» (Витебск, 2003—2004), «Шахтёр» (Солигорск, 2005), «Савит» (Могилев, 2006).
5 января 1997 года сыграл свой единственный матч за сборную Беларуси, выйдя на замену на 38-й минуте матча против Египта.

## Достижения
- Чемпион Беларуси (1): 2005
- Серебряный призёр чемпионата Беларуси (2): 1992/93, 1994/95
- Бронзовый призёр чемпионата Беларуси (2): 1993/94, 1999
- Бронзовый призёр Первой лиги России (1): 1997